# Émeutes anti-sikhs de 1984

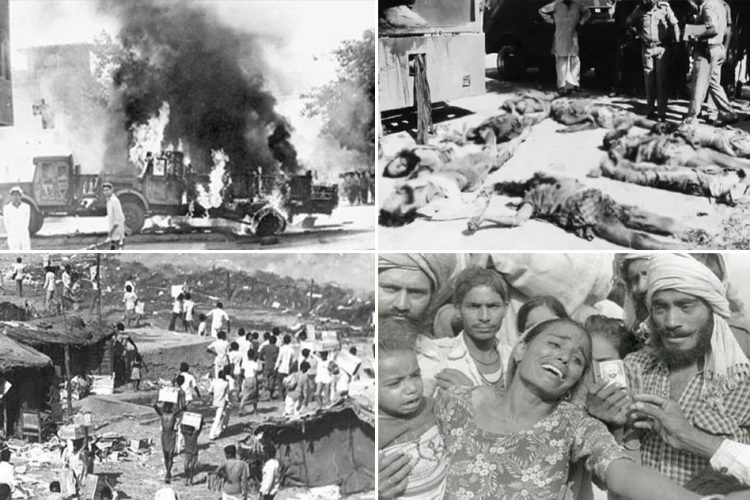
Plusieurs images de massacres anti-Sikhs.

Les émeutes anti-Sikhs de 1984 surviennent en Inde après l'assassinat de la Première ministre indienne Indira Gandhi par ses gardes du corps sikhs. Elles ont eu lieu entre le 31 octobre et le 3 novembre 1984. En partie spontanées, ces émeutes sont également encouragées par certains politiciens du parti de Gandhi, le Parti du Congrès.
Le gouvernement estime qu’environ 2 800 Sikhs ont été tués à Delhi et 3 350 dans tout le pays, tandis que des sources indépendantes estiment le nombre de décès à environ 8 000-17 000.
L’assassinat d’Indira Gandhi était en représailles à son ordre à l’armée indienne d’attaquer le complexe Harmandir Sahib à Amritsar, Pendjab, en juin 1984. L’attaque avait donné lieu à une bataille meurtrière avec des groupes armés sikhs qui réclamaient plus de droits et d’autonomie pour le Pendjab. Les sikhs du monde entier avaient critiqué l’action de l’armée et beaucoup y voyaient une attaque contre leur religion et leur identité.
Après 34 ans de retard, en décembre 2018, la première condamnation très médiatisée pour les émeutes anti-sikhes de 1984 a eu lieu avec l’arrestation d'un membre du Congrès national indien, Sajjan Kumar, qui a été condamné à la prison à vie par la Haute Cour de Delhi. 
L'avocate Vrinda Grover s'exprime publiquement sur le sujet, ce qui participe à son gain de notoriété.